# 王荣瑸
王荣瑸（1903年—1989年），男，福州闽侯人，中国船舶工程专家，曾任中国造船工程学会理事，第三届全国人大代表，第五、六届全国政协委员。